# 変熊
変熊（へんくま）は、日本の漫画家。男性。主に成人向け漫画を執筆している。

## 作品リスト
1. 『Libido』 2019年8月9日発売[2]、ワニマガジン社〈ワニマガジンコミックススペシャル〉、ISBN 978-4-86269-659-5
  - 今日の、したいこと！ （COMIC X-EROS #68、2018年6月）
  - 楽しい記録 （COMIC X-EROS #79、2019年7月）
  - 私の好き （COMIC X-EROS #77、2019年3月）
  - お姉ちゃんは！好きっ！ （COMIC X-EROS #75、2019年1月）
  - それでは頑張りましょー （COMIC X-EROS #72、2018年10月）
  - 堕ちろ！ねっとり指南！ （COMIC X-EROS #70、2018年8月）
  - 堕ちろ！ねっとり指南！〜その２〜 （COMIC X-EROS #79、2019年7月）
  - Actually （COMIC X-EROS #66、2018年4月）
  - いまどきレクチャー （COMIC X-EROS #62、2017年12月）
2. 『楽しい搾取のお時間』 2021年4月30日発売[3]、ワニマガジン社〈ワニマガジンコミックススペシャル〉、ISBN 978-4-86269-775-2
  - Color mixture （COMIC X-EROS #83、2020年3月）
  - さすねぇ！ （COMIC X-EROS #86、2020年9月2日）
  - いっぱいたべるキミが好き （COMIC X-EROS #85、2020年7月）
  - お前に精求する！ （COMIC X-EROS #87、2020年11月）
  - Can’t escape （COMIC X-EROS #88、2021年1月）
  - 手のひらだけでは踊れない？ （COMIC X-EROS #82、2019年12月）
  - さあヤッておしまい！ （COMIC X-EROS #81、2019年11月）
  - 掌の上で私と… （COMIC X-EROS #89、2021年3月）